# Драупади

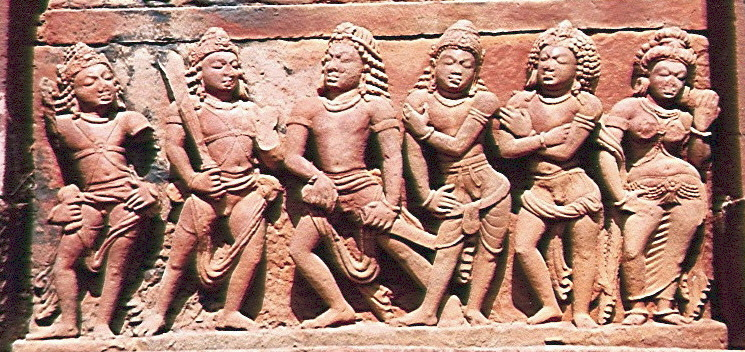
Драупади (крайняя справа) вместе со своими пятью мужьями-Пандавами

Дра́упади (санскр. द्रौपदी, IAST: draupadī «дочь Друпады») — в индуизме земное воплощение Лакшми, супруги Вишну или, по более древним представлениям, Индры; главная героиня древнеиндийского эпоса «Махабхарата», дочь царя панчалов Друпады и общая жена братьев Пандавов.
Драупади является не именем, а патронимом, означающим «дочь Друпады», собственное её имя по всей видимости Кришна (Кришни) (санскр. कृष्णा, IAST: kṛṣṇā «чёрная, тёмная»).

## «Махабхарата»
Драупади родилась чудесным образом из жертвенного огня на алтаре, и её небесным отцом является бог Агни. При рождении Драупади невидимый голос произносит пророчество, что царевне суждено вызвать гибель кшатриев.

### Сватовство
Согласно «Махабхарате», на руку Драупади, слывшей первой в мире красавицей, претендует множество женихов, и тогда её отец устраивает сваямвару (ритуал выбора жениха невестой). В соответствии с эпическим мотивом богатырского сватовства, съехавшиеся из многих стран витязи должны натянуть огромный лук и поразить цель (ср. сюжет о женихах Пенелопы и луке Одиссея, сваямвара Ситы в «Рамаяне»). Основными претендентами оказываются средний из Пандавов Арджуна, выступающий под личиной брахмана, и его вечный соперник и неузнанный старший брат могучий Карна, с младенчества воспитанный приёмными родителями. Региональные варианты сказания говорят о том, что Карне удалось натянуть лук, но прекрасная царевна гордо отвергла безродного сына возницы, так как его царское происхождение оставалось тайной. В результате невесту завоевал юный «брахман» Арджуна, и с этого момента соперничество униженного Карны с Арджуной превращается в смертельную вражду (фольклорный мотив вражды братьев из-за жены или невесты, ср. коллизию Осирис/Исида/Сет).

### Жена братьев Пандавов
После сваямвары Пандавы привели домой Драупади, их мать Кунти думала, что сыновья вернулись домой с милостыней, и сказала: «пользуйтесь ею совместно», — после чего уже не могла отменить своего повеления, и в согласии с её словами Драупади становится общей женой всех пяти братьев. Всеведущий Вьяса предлагает возмущённому отцу невесты и более мифологизированные объяснения полиандрии Драупади. По словам Вьясы, в одном из предшествующих рождений Драупади пять раз обращалась к Шиве с мольбой дать ей супруга, поэтому в новом рождении по велению бога ей пришлось иметь пятерых мужей. Кроме того, также по версии Вьясы, «те, которые родились здесь Пандавами, прежде были Индрами. А Лакшми, которая раньше была определена их супругой, — это Драупади», которая поэтому теперь должна быть общей женой Пандавов. В «Махабхарате» есть и объяснение полиандрии Драупади более практического плана: все пятеро братьев влюбились в красавицу, и мудрый старший брат Юдхиштхира, чтобы избежать раздора, предложил: «Прекрасная Драупади будет супругою для всех нас».

### Рабыня Кауравов
В злосчастной игре в кости, затеянной завистливым принцем Кауравов Дурьодханой (который также претендовал на руку Драупади, но потерпел поражение), старший Пандава царь Юдхиштхира проигрывает Кауравам царство, своих братьев, себя самого, а затем и Драупади.
Во время игры торжествующие Дурьодхана, его младший брат Духшасана и побратим Карна подвергают Драупади унижениям, считая её отныне рабыней Кауравов. Это публичное бесчестие царицы Пандавов должно было символизировать, что её венценосный супруг Юдхиштхира утратил власть, и его царство отныне принадлежит Дурьодхане (ср. победоносный Авессалом входит к наложницам бежавшего из Иерусалима Давида, чтобы продемонстрировать, что власть перешла к нему). Но не потерявшая самообладания Драупади ставит в тупик присутствующих мудрецов и старейшин рода Кауравов вопросом: мог ли Юдхиштхира ставить на кон её, если перед этим уже проиграл себя, и потерял право распоряжаться имуществом и семьёй? Ради Драупади старый царь Дхритараштра отменяет результаты игры и возвращает Пандавам свободу и царство.
В повторной игре Пандавы проигрывают царство и удаляются в тринадцатилетнее изгнание, лелея планы мести. Но сказание подчёркивает, что мстить они хотят не за проигрыш (игра в кости была ритуальным поединком, в исходе которого проявилась воля богов), а за оскорбление жены. Это прекрасно понимает царь Кауравов Дхритараштра, который говорит о Пандавах: «Гордые, никогда не примирятся они с нанесённым Драупади оскорблением!» И в изгнании Драупади всё не может забыть перенесённых унижений и постоянно подстрекает Пандавов к мести, причём особым объектом её ненависти является отвергнутый ей на сваямваре Карна: «Не унимается моя душевная мука, рождённая теми насмешками Карны!»

### Восемнадцатидневная война
В последовавшей восемнадцатидневной битве на Курукшетре Драупади потеряла отца, братьев и всех пятерых сыновей, и после 36-летнего царствования в наследственной столице Кауравов Хастинапуре вместе с мужьями отреклась от престола. Драупади сопровождает Пандавов в их последнем паломничестве в Гималаях и умирает, не выдержав тягот пути. «Махабхарата» неоднократно подчёркивает, что во исполнение пророчества при рождении прекрасной царевны, именно посягательство на Драупади послужило причиной эпической битвы на поле Куру.